# Vila do Bispo (freguesia)
Vila do Bispo era una freguesia portuguesa del municipio de Vila do Bispo, distrito de Faro.

## Historia
Fue suprimida el 28 de enero de 2013, en aplicación de una resolución de la Asamblea de la República portuguesa promulgada el 16 de enero de 2013 al unirse con la freguesia de Raposeira, formando la nueva freguesia de Vila do Bispo e Raposeira.